# Joan Mestre i Mestre
Joan Mestre i Mestre (Riudecols, 10 de febrer de 1908 -Riudecols, 26 d'abril de 1977) cooperativista, dinamitzador de la Cooperativa Agrícola de Riudecols durant la postguerra. Vocal i, des del 1960, president de la Unión Territorial de Cooperativas del Campo (UTECO). Procurador a les Corts franquistes (1967-1975) 

## Orígens
D'orígens familiars pagesos i de classe mitjana els primers anys de la vida laboral de Joan Mestre els va dedicar a l'agricultura, conreant les terres de la família o de tercers. Abans de la Guerra Civil va conéixer la que seria la seva futura muller (es van casar el 1938), Virgínia Domènech i Solanellas, mestra rural d'escola, qui l'animà a marxar a Barcelona dos anys, a l'Escola de Formació de Funcionaris de la Generalitat, on obtení el títol de Secretari d'Administració Local de segon grau. El 1935 va començar a exercir de secretari municipal interí a Riudecols, durant l'alcaldia del seu futur cunyat Francesc Domènech i Solanellas. Va obtenir la plaça de titular de secretari municipal a Riudecols el 19 de gener de 1936.
Durant el govern del Front Popular, d'esquerres, va ser destituit i ocupà la mateixa plaça de secretari municipal a la població de Vinebre, durant 1936 i 1937. A finals del 1937 va ser cridat a files i es va incorporar a l'exèrcit republicà.
Durant la batalla de l'Ebre es va passar voluntàriament a la zona nacional i, un cop acabada la guerra, ja vinculat a Falange, fou nomenat Jefe Local del Movimiento a Riudecols. Entre 1940 i 1943 el matrimoni va tenir tres fills. La seva dona va morir quinze dies després de l'últim part amb 33 anys.

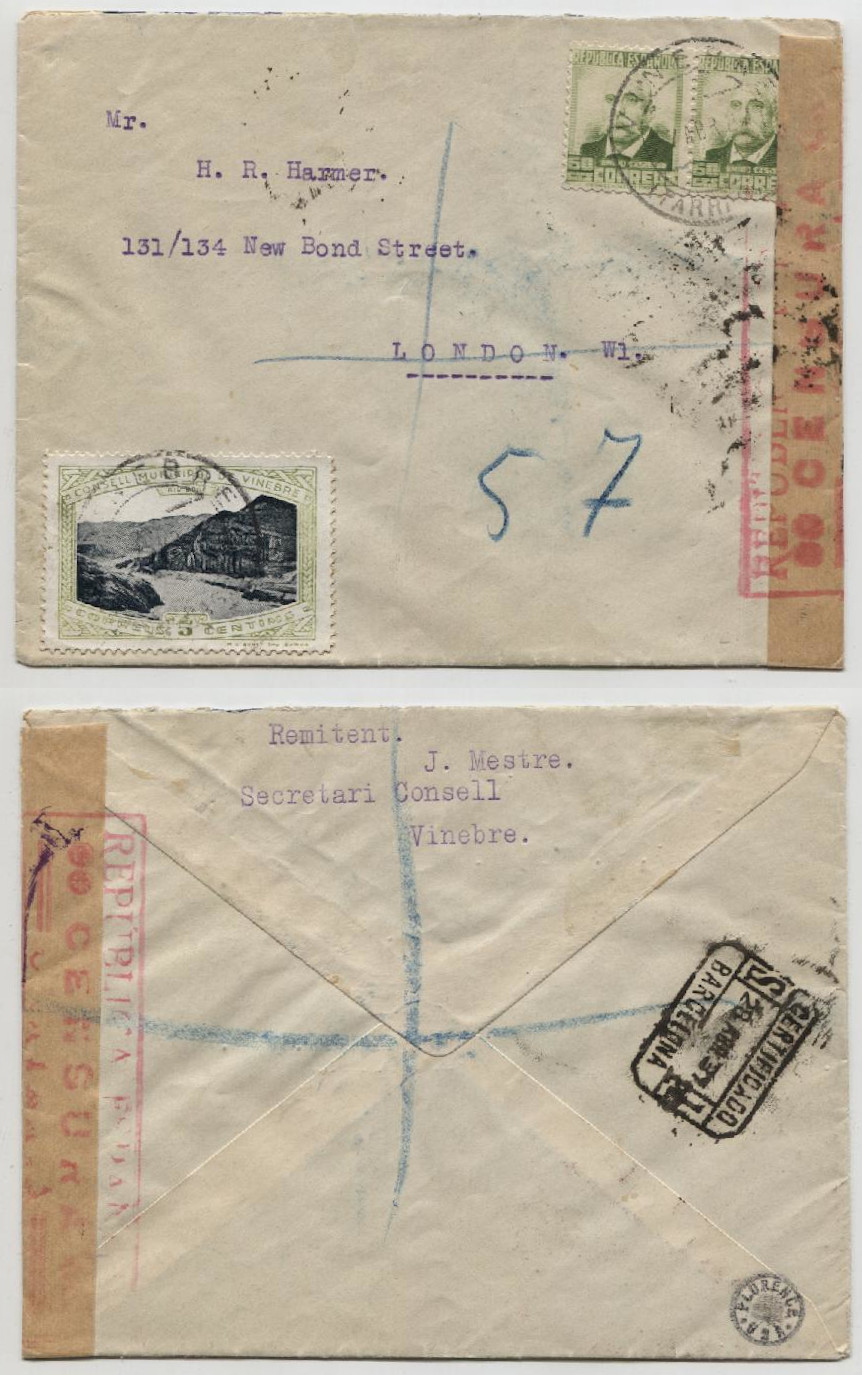
Anvers i revers d'un sobre enviat per Joan Mestre com a secretari del Consell Municipal de Vinebre, el 1937, a la casa filatèlica H.R. Harmer de Londres.

A Riudecols Mestre va tornar a treballar a la secretaria municipal de l'Ajuntament i participà en la creació al si d'aquest organisme del sindicat agrícola local anomenat l'Hermandad Sindical de Labradores de Riudecols' (1941) i de la Cooperativa Agrícola i Caixa Rural de Riudecols (1943). En aquests anys la diferenciació entre l'Hermandad i la Cooperativa Agrícola resulta dificultosa d'establir. A partir del 1952 presidirà la Cooperativa Agrícola de Riudecols

## President de la UTECO
Amb la Llei de Cooperatives aprovada el 1942 es crearen unes entitats agràries de caràcter provincial denominades oficialment Unión Territorial de Cooperativas del Campo (UTECO). A la província de Tarragona aquesta entitat tenia la seva seu a Reus. Les cooperatives locals s'adherien a mesura que eren legalitzades pel Ministeri de Treball i els seus estatus eren refrendats, obligatòriament, per l'Obra Sindical de Cooperación. A la junta directiva de la UTECO s'escollien cooperatives, no persones, i Joan Mestre entrà com a vocal en representació de la Cooperativa Agrícola de Riudecols. El 1960 en va ocupar la presidència.
Amb la seva arribada a la presidència va reestructurar el funcionament de l'entitat. El 1963 va impulsar la constitució de la Unió Agrària Cooperativa, una cooperativa de segon grau, de forma que quedaren en mans de la UTECO les funcions de creació, difusió, assessorament i organització del moviment cooperatiu provincial, i per a la Unió Agrària Cooperativa la resta d'activitats, especialment les comercials i de transformació. D'aquesta manera les cooperatives gaudien de més llibertat i autonomia contràriament al verticalisme sindical que comportaven les denominades UTECO.

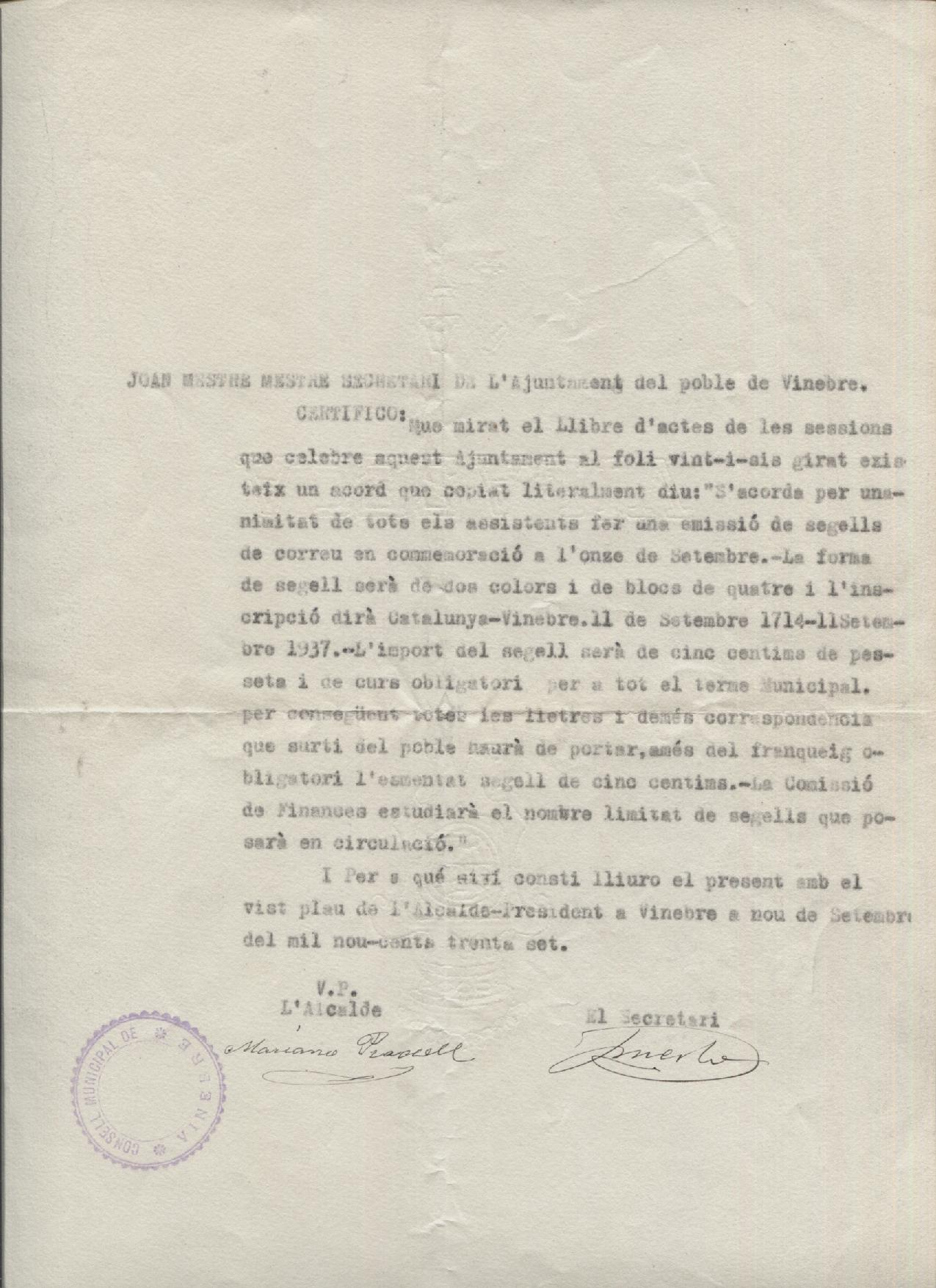
Document del Consell Municipal de Vinebre signat per Joan Mestre com a secreari, el 9 de setembre de 1937.

La presència de Mestre en actes d'afirmació cooperativista en terres tarragonines és constant a la dècada del 1960. També la seva presència com a president de la UTECO fora de Catalunya, en actes com la V Fira del Camp celebrada a Madrid el 1962, on va parlamentar amb el dictador Franco i li va donar a conéixer la situació de l'agricultura a la província de Tarragona.

## Procurador a Corts
El 1967 Mestre es va presentar, i va ser escollit, procurador de les Corts franquistes pel Terç Sindical. Després de quatre anys ocupant aquest lloc el 1971 es va presentar novament a procurador, en aquesta ocasió pel Terç Familiar, essent novament escollit.
El 15 de maig de 1970 va rebrer l'Encomienda de la Orden del Mérito Agrícola de mans del Ministre d'Agricultura, Tomás Allende, que premiava els esforços i els serveis que havia fet, i feia, en favor de l'agricultura del Camp de Tarragona i les Terres de l'Ebre.
Malgrat no descartava presentar-se a una tercera relecció com a procurador de les Corts el seu decaiment físic i de salut li ho van impedir. L'agost del 1975 abandonava tots els seus càrrecs i era internat a una residència. Finalment va morir el 26 d'abril del 1977